# Musickitalo
Musiikkitalo – sala koncertowa w Helsinkach.

## Historia
W 2002 roku Rada Miasta postanowiła przeznaczyć pod budowę sali koncertowej działki z opuszczonymi magazynami kolejowymi. Mieszkańcy protestowali ponieważ organizowano w nich imprezy kulturalne. W 2006 roku większość zabytkowej zabudowy została zniszczona podczas pożaru. Podczas porządkowania terenu po pożarze zdecydowano się pozostawić cześć zabudowań jako rodzaj pomnika przypominającego o dawnej funkcji tego terenu. W 2018 roku w tym miejscu ustawiono „Massa” autorstwa Akseliego Leinonena. Jest to pusty ceglany kwadrat o powierzchni 200 m² z wgłębieniem pośrodku.
W 2000 roku konkurs na projekt sali koncertowej wygrała firma LPR-Arkkitehdit za projekt „a mezza voce”. Autorami byli: Marko Kivistö, Ola Laiho i Mikko Pulkkinen.
Budowę rozpoczęto w 2006 roku, a otwarcie miało miejsce w sierpniu 2011 roku.  
Centrum Muzyki jest siedzibą Helsingin kaupunginorkesteri (Helsińskiej Orkiestry Symfonicznej) oraz Radion sinfoniaorkesteri (Orkiestry Symfonicznej Fińskiego Radia). Z  budynku korzystają także studenci i pracownicy Akademii Muzycznej im. Jeana Sibeliusa. Akustykę sali koncertowej zaprojektował Yasuhisa Toyota.